# 트라운슈타인

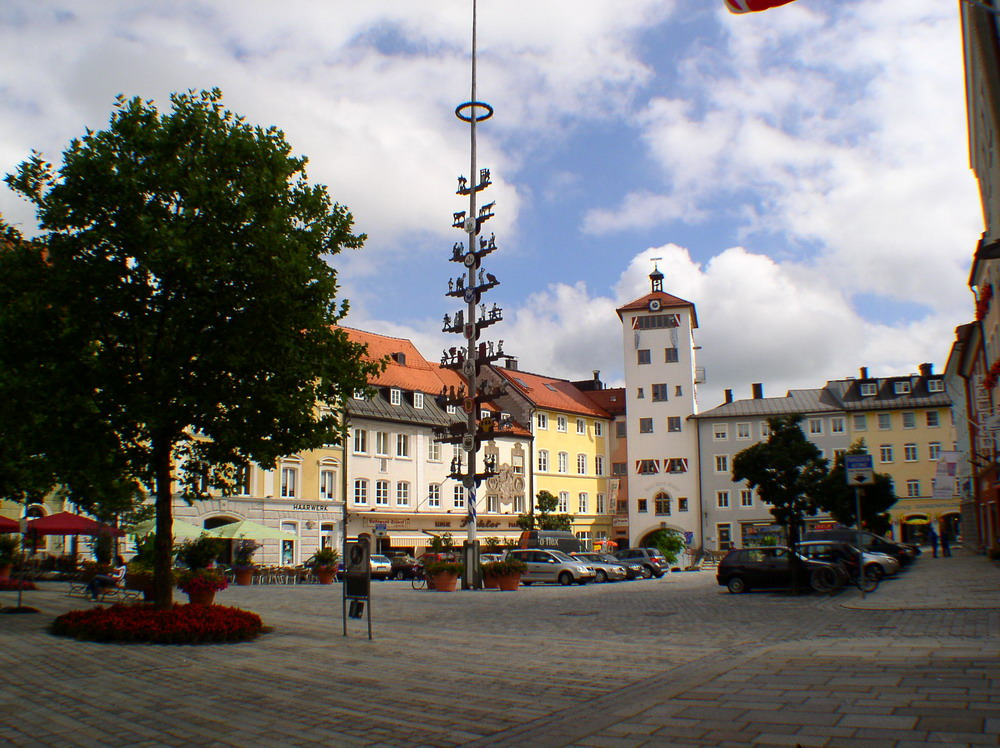
트라운슈타인

트라운슈타인(독일어: Traunstein)은 독일 바이에른주에 위치한 도시이다. 인구는 18,845명이다.